# لولوليمون أثليتيكا
لولوليمون أثليتيكا (بالإنجليزية: Lululemon Athletica)‏ هي شركة ملابس رياضية أمريكية - كندية يقع مقرها الرئيسي في فانكوفر، كولومبيا البريطانية، تأسست الشركة في عام 1998 بدأت في بيع سروال يوغا وملابس اليوغا الأخرى قبل أن تتوسع وتبيع الملابس الرياضية الأخرى بالإضافة لمنتجات العناية الشخصية. تمتلك الشركة حوالي 574 متجر حول العالم كما أنها تبيع منتجاتها عبر الإنترنت.